# Tỷ lệ chuyển đổi thành doanh số
Tỷ lệ chuyển đổi thành doanh số là số liệu hoặc thước đo hiệu suất kinh doanh theo truyền thống được liên kết với doanh số bán hàng. Nó được định nghĩa là doanh số của một sản phẩm chia cho số lượng khách hàng truy cập trực tuyến, gọi điện hoặc đến thăm một công ty để tìm hiểu về sản phẩm.
Doanh thu có thể được đo bằng tổng số đô la được theo đuổi hoặc số lượng giao dịch được theo đuổi. Tính toán chính xác yêu cầu xác định rõ ràng khi nào cơ hội bán hàng đủ vững chắc để được đưa vào chỉ số, cũng như bố trí cơ hội vững chắc (nghĩa là thỏa thuận đã đạt đến điểm được coi là thắng, thua hoặc bị từ bỏ).
Tỷ lệ chuyển đổi thành doanh số có thể được đo lường cho toàn bộ lực lượng bán hàng hoặc theo khu vực bán hàng, nhân viên bán hàng hoặc nhóm sản phẩm. Nó có thể được sử dụng để đánh giá các giai đoạn bán hàng khác nhau và để đánh giá hiệu quả của lực lượng bán hàng của riêng mình với các công ty khác cùng ngành.
Do chi phí cao liên quan đến việc đưa ra đề xuất tỷ lệ chuyển đổi thành doanh số là một công cụ rất hữu ích đặc biệt đối với các công ty trong tiếp thị công nghiệp.